# Siboglinum hyperboreum
Siboglinum hyperboreum är en ringmaskart som beskrevs av Ivanov 1960. Siboglinum hyperboreum ingår i släktet Siboglinum och familjen skäggmaskar. Inga underarter finns listade i Catalogue of Life.